# 고창 무장 동학농민혁명 기포지
고창 무장 동학농민혁명 기포지(高敞 茂長 東學農民革命 起包地)는 대한민국 전북특별자치도 고창군 공음면에 있는 동학농민혁명의 시발점이다. 2014년 10월 31일 전라북도의 기념물 제129호로 지정되었다.

## 개요
동학농민군의 무장기포지는 한국근대사에서 스스로 전국에 걸쳐 사회개혁 의지를 처음으로 드러낸 중요한 역사적 사건으로, 동학농민혁명의 시발점의 하나로 상징성이 매우 큰 유적지이다.

## 같이 보기
- 동학 농민 운동

## 참고 자료
- 고창 무장 동학농민혁명 기포지 - 국가유산청 국가유산포털